# Brits-Duits vlootverdrag
Het Brits-Duits vlootverdrag was een bilateraal verdrag tussen Verenigd Koninkrijk en nazi-Duitsland van 18 juni 1935 waarin de toegelaten omvang van de Duitse Kriegsmarine werd geregeld. De omvang van de Kriegsmarine mocht maximaal 35% van de omvang van de Britse Royal Navy bedragen. Dit bilateraal verdrag werd gesloten door het Verenigd Koninkrijk zonder Frankrijk of Italië hieromtrent te raadplegen, ook al werden hiermee belangrijke veranderingen aangebracht aan de beperkingen opgelegd door het Verdrag van Versailles. Zo mocht Duitsland weer duikboten produceren terwijl het Verdrag van Versailles een totaalverbod op de productie van duikboten had opgelegd. Het verdrag bleef van kracht tot 28 april 1939 toen het door Adolf Hitler eenzijdig werd opgezegd.

## Achtergrond

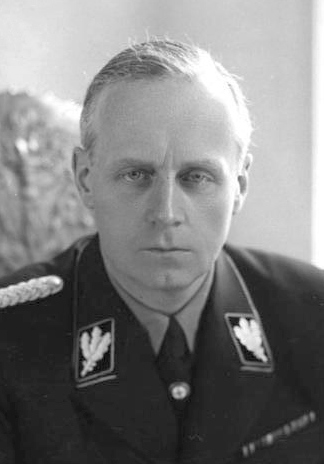
Joachim von Ribbentrop

Begin 1935 was het duidelijk dat de ontwapeningsbepalingen uit het Verdrag van Versailles heronderhandeld zouden moeten worden. Het was immers duidelijk dat nazi-Duitsland zich hier niet aan hield. Frans-Britse besprekingen in februari voorzagen hieromtrent onderhandelingen met Duitsland. 
De Britten wilden via een verdrag de herbewapening door nazi-Duitsland beperken en verzekeren dat de Duitse vloot significant kleiner zou blijven dan de Britse. De Britten waren ervan op de hoogte dat Duitsland feitelijk al begonnen was met de bouw van onderzeeërs alhoewel dit verboden werd door het Verdrag van Versailles. Maar Britse tegenstanders van het verdrag zoals Winston Churchill zagen hierin een eerste stap van een appeasementpolitiek. Dit was ook het standpunt van Frankrijk, dat zich verraden voelde door het eenzijdig optreden van het Verenigd Koninkrijk.
Duitsland van zijn kant zag in het verdrag een kans om het bondgenootschap tussen het Verenigd Koninkrijk, Frankrijk en de Sovjet-Unie uit elkaar te spelen en de basis te leggen voor een bondgenootschap met het Verenigd Koninkrijk. Verder wilde nazi-Duitsland haar oorlogsvloot versterken met het oog op het verwachte komende conflict.

## Verdrag

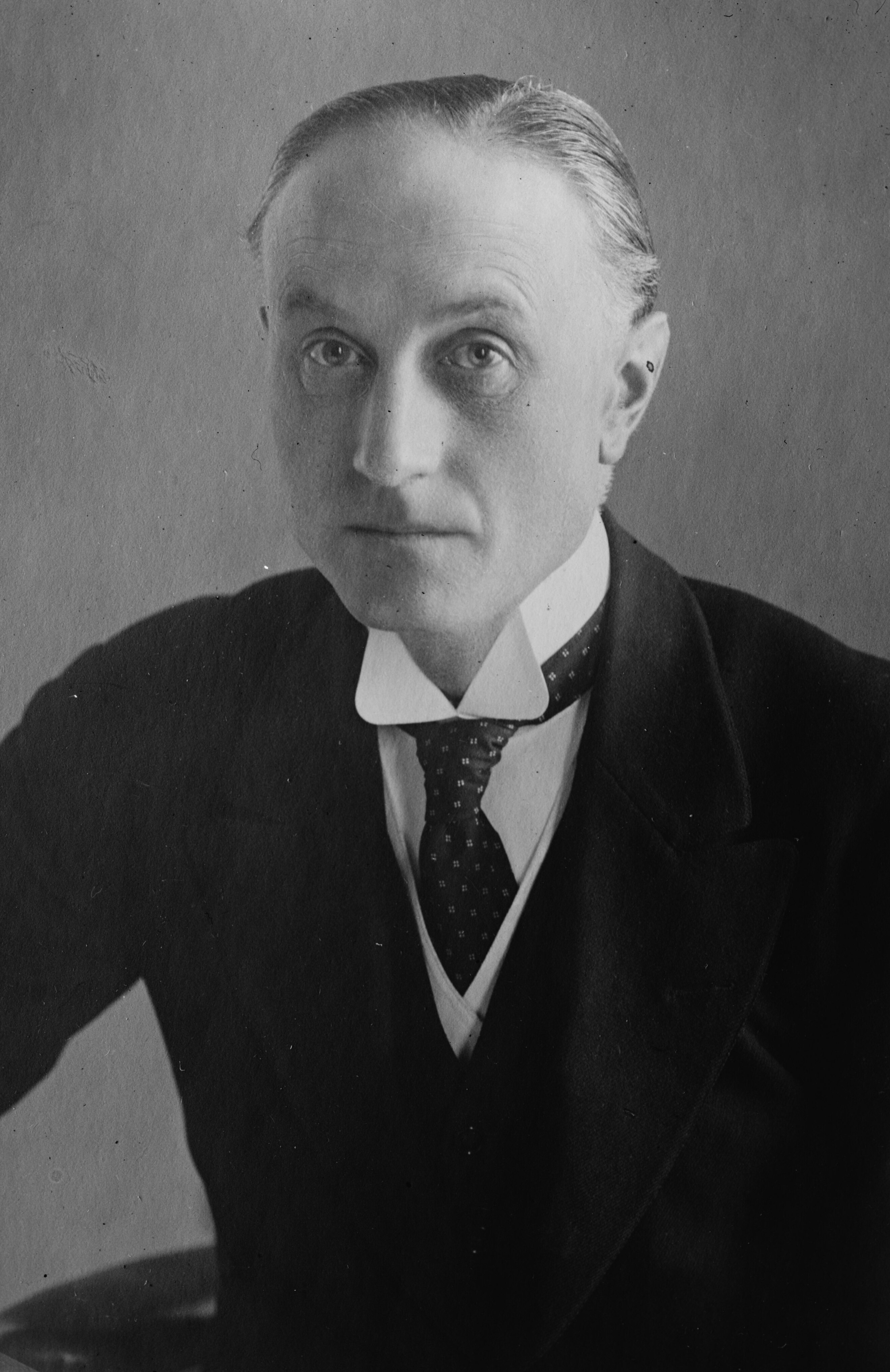
Sir Samuel Hoare

Het verdrag werd onderhandeld in Londen door de Duitse speciaal ambassadeur Joachim von Ribbentrop en de Britse minister van Buitenlandse Zaken John Simon. Het Verenigd Koninkrijk ging akkoord met de ratio van 35% op basis van de tonnenmaat voorgesteld door de Duitsers en vervolgens werden per scheepstype de toegestane tonnenmaat uitgewerkt. Concreet mocht Duitsland 21 kruisers en 64 torpedobootjagers bouwen. Het aantal onderzeeërs werd enkel beperkt tot 45% van de Britse onderzeeërvloot maar dit kon worden opgetrokken tot 100% in geval van crises. Het verdrag werd ondertekend op 18 juni 1935 door von Ribbentrop en door de nieuwe Britse minister van Buitenlandse Zaken Samuel Hoare. Het werd op 12 juli geregistreerd bij de Volkenbond.

## Gevolgen
Duitsland slaagde er nooit in oorlogsschepen tot de afgesproken tonnenmaat te bouwen. Zij kampten met ontwerpproblemen en tekorten aan materialen en geschoolde werkkrachten. Belangrijk was wel dat Duitsland volop kon inzetten op de productie van onderzeeërs, die voor Duitsland tijdens de Tweede Wereldoorlog belangrijker zouden blijken dan grote oppervlakteschepen. 